# Étienne Fortamps
Étienne-Charles Fortamps, né le 1er octobre 1776 à Braine-l'Alleud et mort le 22 septembre 1848 à Bruxelles, est un homme politique belge.

## Biographie
Étienne Fortamps est issu d'une ancienne famille de juristes de Nivelles, à qui elle donne plusieurs rentiers, juré et échevins et dont une branche s'établit à Braine-l'Alleud dans la deuxième moitié du XVIIe siècle, par l’intermédiaire de son arrière-grand-père, Jean François Fortamps (1643-1732), avocat au Conseil de Brabant, notaire, échevin de Nivelles et bailli de Wauthier-Braine (dont un des fils, Guillaume Fortamps (1674-1758), sera le 22e abbé de l'abbaye de Nizelles). Il est le fils de Jean Joseph Fortamps, notaire, et de Madeleine Frédérique Craveau. Un de ses frères, François-Xavier-Joseph Fortamps (1771-1850), sera notaire et bourgmestre de Wavre de 1842 à 1850 ; un autre, Auguste Joseph Fortamps (1781-1854), sera échevin de Braine-l'Alleud durant cinquante-six ans.
Sa famille émigre à Cologne au moment de l'occupation par les troupes révolutionnaires françaises. Il suit ses études à l'Université de Louvain jusqu'en 1796 et s'établit comme négociant à Bruxelles. Fortamps devient trésorier du Conseil général d'administration du Refuge des Ursulines à Bruxelles (1827-1848) puis membre du Conseil général de l'administration des hospices et secours de Bruxelles (1828-1831).
Membre de la Société royale d'horticulture des Pays-Bas à Bruxelles, il est l'un des fondateurs de la Société royale d'horticulture de Belgique en 1826. Il est également membre de la Société d'encouragement pour l'amélioration des races de chevaux et le développement des courses en Belgique.
En 1832, il est élu membre de la Chambre des représentants par l'arrondissement de Bruxelles (catholique).
Il épousa en 1810 Louise Angélique Thienpont, fille de Justinien Dominique Thienpont, avocat au Conseil souverain de Hainaut et bailli de Braine-le-Château, et d’Élisabeth Maréchal, dont il eut un fils, Frédéric Fortamps.

## Sources
- J.L. DE PAEPE – Ch. RAINDORF-GERARD, Le Parlement belge 1831-1894. Données biographiques, Bruxelles 1996
- R. Goffin, Généalogies nivelloises, in: "Annales de la Société archéologique et folklorique de Nivelles et du Brabant Wallon", t. XV, 1951, p. 228;
- A. Schillings, Matricule de l'Université de Louvain, t. X, Brussel, 1967, p. 56.